# Giovanni Monaldeschi
Giovanni Rinaldo Monaldeschi della Cervara (Torre Alfina, 1626 - Kasteel van Fontainebleau, 10 november 1657) was een Italiaanse markies die de favoriet was van koningin Christina I van Zweden.

## Biografie

### In dienst van koningin Christina
Er is weinig bekend over het leven van Monaldeschi voor hij in de nabijheid van Christina I van Zweden verkeerde. Hij kwam uit een Italiaanse adellijke familie uit de omgeving van Ascoli. Zijn familie bezat een kasteel in Torre Alfino waar Monaldeschi waarschijnlijk geboren is.
In 1652 kreeg hij door bemiddeling van zijn verre familielid graaf Magnus Gabriel De la Gardie een plek in de hofhouding van koningin Christina. Hij slaagde erin om de graaf uit de gunst van de koningin te krijgen en zijn plaats in te nemen. In 1653 en 1654 werkte Monaldeschi als Zweedse gezant in Polen. Na de troonsafstand van Christina werd hij haar stalmeester tijdens haar reizen. In 1656 kreeg hij een liefdesrelatie met een Franse dame en met haar onderhield hij veel briefcontact. Toen hij zijn relatie met haar beëindigde stuurde de rancuneuze Franse vrouw de correspondentie van Monaldeschi op naar koningin Christina. 
Christina had het plan om koningin te worden van Napels en om dit te bewerkstelligen had ze geld en een leger nodig. Ze hoopte deze te krijgen van de Fransen en ze bracht zodoende twee bezoeken aan het Franse hof. Op 10 oktober arriveerde ze voor een tweede maal en kreeg ze het Kasteel van Fontainebleau toegewezen om te verblijven.

### Fontainebleau
Ondertussen had koningin Christina een nieuwe favoriet gekregen, Ludovico Santinelli di Pisaro, en hiermee raakte ook Monaldeschi uit de gunst bij de koningin. Monaldeschi wilde de gunst van de koningin terugwinnen en probeerde zijn rivaal van verraad te betichten. Hij vervalste Santinelli's handschrift en diens zegel en verspreidde die brieven. Ook stuurde hij brieven met aanstootgevende inhoud over Christina en toen zij deze brieven in handen kreeg wist zij wie er achter zat.

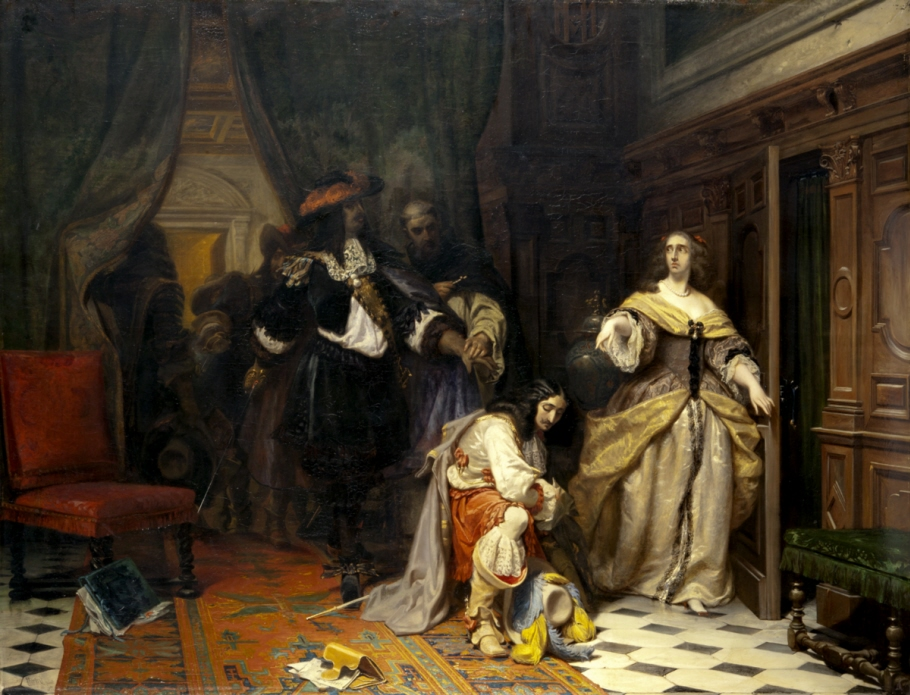
Monaldeschi smeekt koningin Christina, geschilderd door Johan Fredrik Höckert - een voorstelling uit de Romantiek.

In de nacht van 10 november kreeg de priester Le Bel de opdracht om naar Galerie des Cerfs te komen in het paleis. Aldaar trof hij de koningin aan met drie wachters en Monaldeschi. De priester overhandigde aan de voormalige koningin een pakketje met brieven die van de hand van Monaldeschi waren. Hij stortte hierop in en vroeg haar om gratie. Ze verleende hem deze niet en gaf opdracht om Monaldeschi te doden. Hij verkreeg absolutie van de priester en vervolgens hakten de soldaten tot viermaal toe in zijn hals. Dit had weinig effect omdat Monaldeschi een maliënkolder droeg. Uiteindelijk werd hij om het leven gebracht met een zwaardsteek in de zij.

### Gevolgen van de moord
Kardinaal Mazarin raadde Christina aan om de moord af te schuiven op Santinelli en het zo af te doen als een probleem tussen haar hovelingen, maar Christina ging niet mee in dit plan en ontkende haar verantwoordelijkheid niet. Vanwege haar betrokkenheid bij de moord op Monaldeschi weigerde de paus haar te ontvangen bij haar terugkeer in Rome en ook haar plannen voor de troon van Napels werden stopgezet na de dood van Monaldeschi. Het lichaam van Monaldeschi is mogelijk begraven in de kerk van Avon.

## Literaire invloed
De Duitser schrijver Carl Franz van der Velde schreef de roman Christine und ihr Hof en ook Alexandre Dumas père liet de moord terugkomen in zijn Christine ou Stockholm, Fontainebleau et Rome.